# Roode Beek
Le Roode Beek est une petite rivière néerlandaise du Limbourg néerlandais et un affluent du Geleenbeek, donc un sous-affluent de la Meuse. Il coule également en Allemagne, sur quelques kilomètres près de Süsterseel ; son nom y est Rodebach.

## Géographie
Le Roode Beek prend sa source dans la réserve naturelle Brunssummerheide au sud-est de Brunssum. Il coule vers le nord-est et passe près de Brunssum, Schinveld, Süsterseel, Tüddern, Sittard, Nieuwstadt et Susteren. Au nord de Schinveld et de Sittard, le Roode Beek forme la frontière entre l'Allemagne et les Pays-Bas. Sous-affluent de la Meuse, le Roode Beek se jette dans le Geleenbeek à Dieteren.
Avec le Geleenbeek et la Gueule, la vallée du Geleenbeek fait partie des bassins collecteurs les plus importants. Elle a de nombreux petits affluents, dont le Merkelbeeker Beek et le Ruuscherbeek.

## Histoire
Au cours du XXe siècle, le Roode Beek a été sujet aux travaux de canalisation. De nos jours, son lit artificiel est en béton. Un projet de remise en l'état naturel est en cours.